# تايلور تومسون (لاعب كرة قاعدة)
تايلور تومسون (بالإنجليزية: Taylor Thompson)‏ هو لاعب كرة قاعدة أمريكي، ولد في 18 يونيو 1987 في مونتغومري في الولايات المتحدة.

## وصلات خارجية
- تايلور تومسون على موقع دوري كرة القاعدة الرئيسي (الإنجليزية)
- تايلور تومسون على موقعبيزبول رفرنس.كوم (الدوري الرئيسي) (الإنجليزية)
- تايلور تومسون على موقعبيزبول رفرنس.كوم (الدوري الثانوي) (الإنجليزية)
- تايلور تومسون على موقع إي إس بي إن.كوم (أم.أل.بي) (الإنجليزية)
- تايلور تومسون على موقع مشجعي الرسوم البيانية (الإنجليزية)